# 富山県道59号富山庄川線
富山県道59号富山庄川線（とやまけんどう59ごう とやましょうがわせん）は、富山県富山市から砺波市までを結ぶ主要地方道（富山県道）である。

## 概要

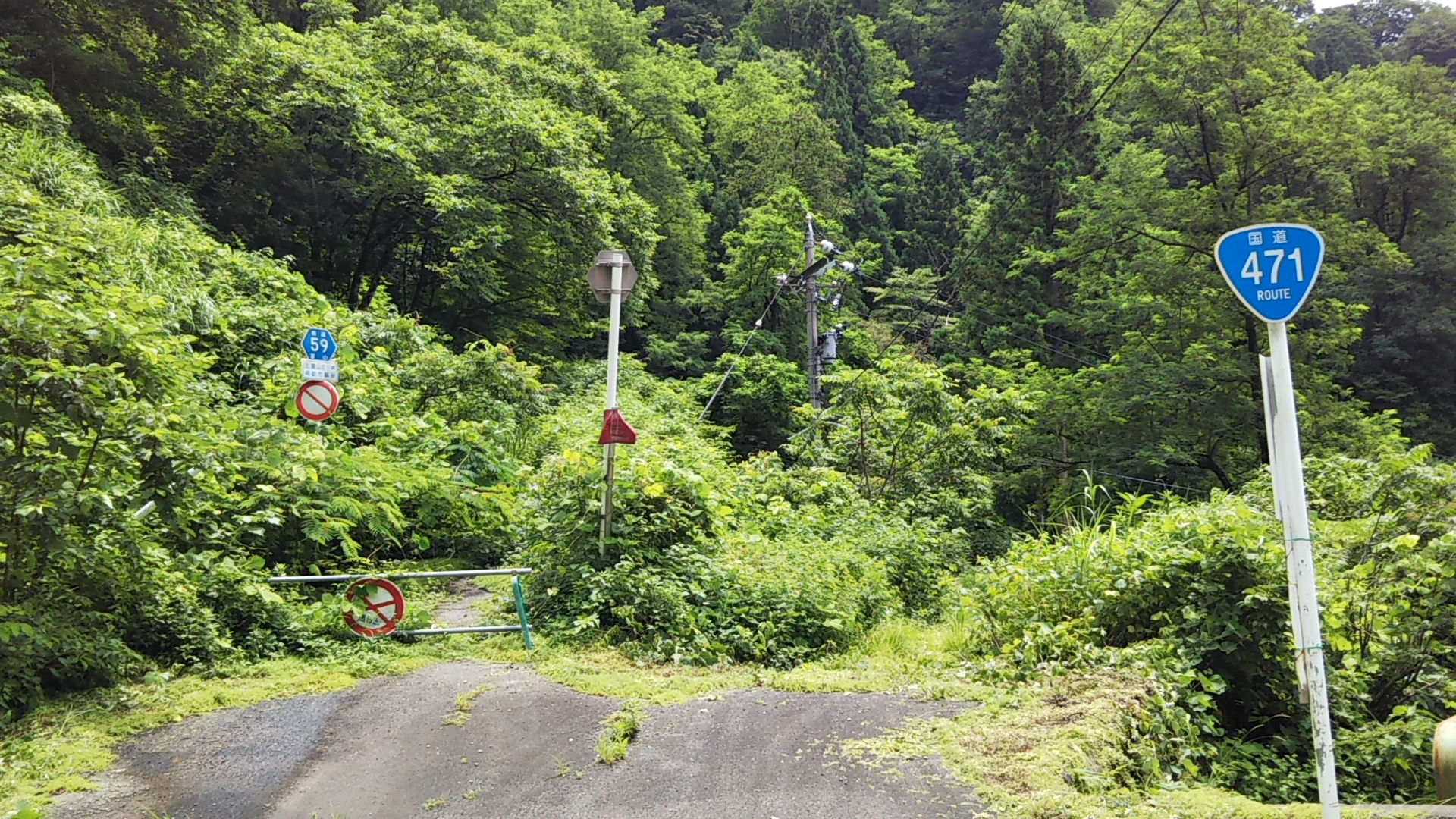
南砺市利賀村脇谷の、富山県道59号と国道471号との交点で。

未供用区間が存在する。かつて存在した富山市山田数納から南砺市利賀村脇谷に至るルートは完全に廃道化し、その痕跡を徒歩でたどることすら難しい。利賀村脇谷の終点側分岐にいたってはほとんどの地図に記載すらされておらず、道路番号案内標識が雑草にまみれて残っているものの常に車両通行止めの上すぐに道路そのものも獣道となり消滅する。またこの通行不能区間であるが、利賀村側に降りてくるとなぜか重複区間を待たずにこの分岐路で「ここまで」と表示されている。なおこの分岐路には富山の名水のひとつ「脇谷の水」がある。

### 路線データ
- 起点：富山県富山市五福（五福8区交差点・富山県道44号富山高岡線交点）
- 終点：富山県砺波市庄川町小牧（国道156号交点）
- 認定年月日：1994年（平成6年）4月1日[1]

## 歴史
- 1993年（平成5年）5月11日 - 建設省（現・国土交通省）から、県道西富山停車場線の一部・県道羽根寺町線・県道婦中庄川線・県道立山山田線の一部・県道砺波細入線の一部が富山庄川線として主要地方道に指定される[2]。
- 1994年（平成6年）4月1日 - 富山県が主要県道59号富山庄川線を認定。

## 路線状況

### 重複区間
- 富山県道68号富山外郭環状線（富山市婦中町下条）
- 国道359号（富山市婦中町下邑・羽根交差点 - 富山市婦中町吉住・外輪野交差点）
- 国道472号（富山市婦中町長沢・長沢南交差点 - 富山市婦中町外輪野）
- 富山県道35号立山山田線（富山市婦中町道島 - 富山市山田中村）
- 富山県道25号砺波細入線（富山市山田中村 - 富山市山田中村・保育所前交差点）
- 国道471号（南砺市利賀村栗当 - 砺波市庄川町小牧）

## 地理

### 通過する自治体
- 富山県
  - 富山市
  - 南砺市
  - 砺波市

### 交差する道路

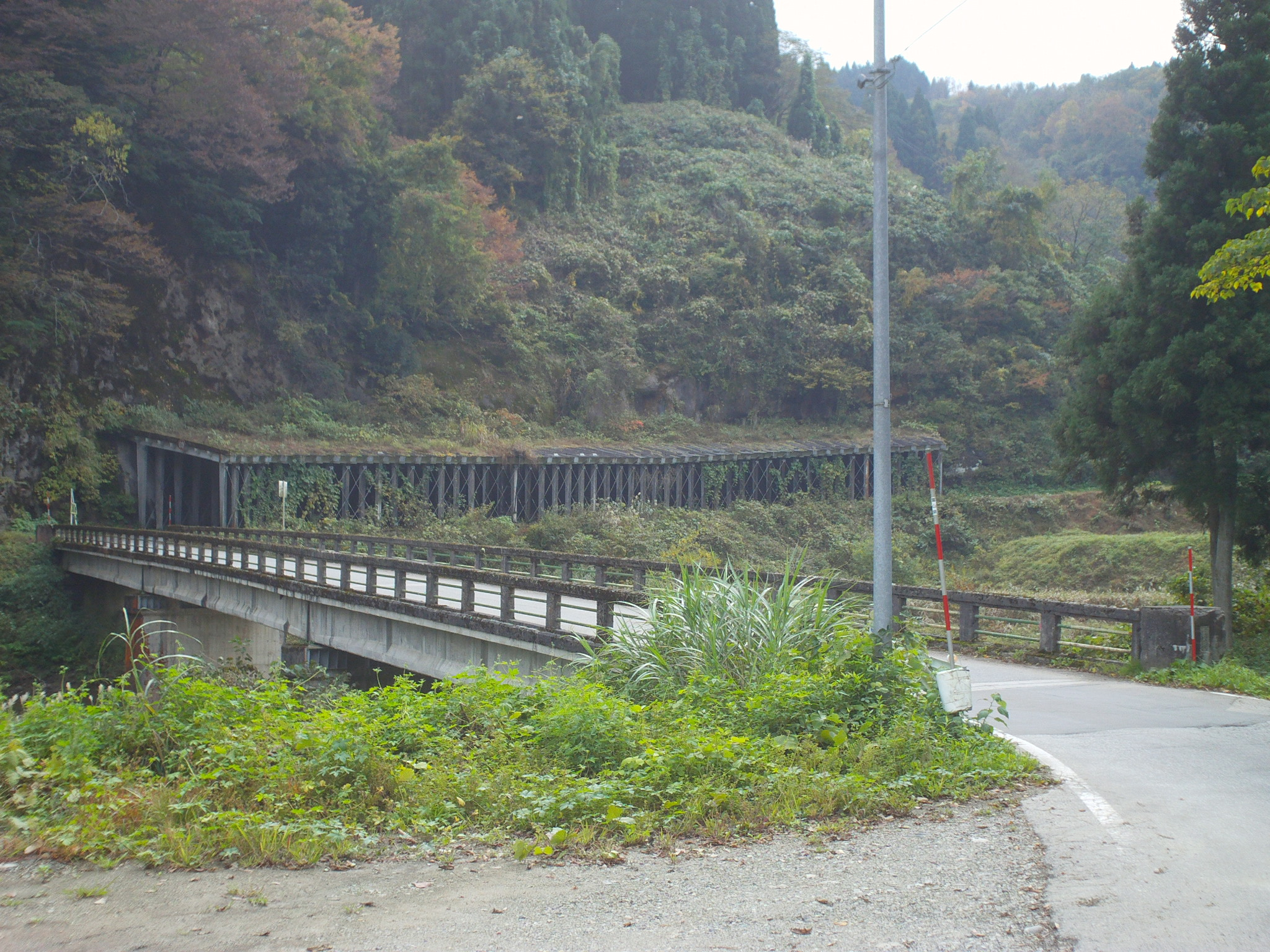
富山市山田若土、若土橋（2011年11月）

- 富山県道44号富山高岡線（富山市五福・五福8区交差点、起点）
- 富山県道212号西富山停車場線（富山市寺町）
- 富山県道62号富山小杉線（富山市婦中町安田・安田交差点）
- 富山県道68号富山外郭環状線（富山市婦中町下条）
- 富山県道140号婦中平岡線（富山市婦中町友坂）
- 国道359号（富山市婦中町下邑・羽根交差点）
- 国道472号・富山県道31号小杉婦中線（富山市婦中町長沢・長沢南交差点）
- 国道472号（富山市婦中町外輪野）
- 国道359号（富山市婦中町吉住・外輪野交差点）
- 富山県道220号下瀬小倉線（富山市婦中町外輪野・下瀬交差点）
- 富山県道222号清水小滝谷線（富山市婦中町東谷）
- 富山県道35号立山山田線（富山市婦中町道島）
- 富山県道35号立山山田線（富山市山田中村）
- 富山県道25号砺波細入線（富山市山田中村）
- 富山県道25号砺波細入線（富山市山田中村・保育所前交差点）
- 富山県道224号湯八尾線（富山市山田湯）
- 富山県道346号山田湯谷線（富山市山田鎌倉）
未供用区間あり
- 国道471号（南砺市利賀村栗当）
- 富山県道346号山田湯谷線（砺波市庄川町湯谷）
- 国道156号（砺波市庄川町小牧・終点）